# Theodor Stuckenberg
Theodor Jakob Koren Stuckenberg (18. januar 1835 i København – 3. maj 1901 sammesteds) var en dansk arkitekt.
Han var søn af skorstensfejermester, premierløjtnant i Brandkorpset, Claus Heinrich August Stuckenberg (1808-1879) og Else Marie f. Schmidt. Efter endt skolegang var han i tømrerlære, blev svend og arbejdede som sådan, medens han besøgte Det tekniske Institut, hvorfra han i januar 1854 kom ind på Kunstakademiet og rykkede 1857 op i arkitekturklassen; samtidig tegnede han hos N.S. Nebelong. I 1858 rejste han til Norge, hvor en større ildebrand i Christiania og byens udvidelse gav anledning til nybyggeri, hvori han deltog under bygningsinspektør G. Bull.
Efter at han i 1860 var kommet tilbage, indkaldtes han til militærtjenesten og lå i Rendsborg. Under felttoget i 1864 avancerede han til konduktør i Ingeniørkorpset, og var under angrebet på Dybbøl i stadig virksomhed med vedligeholdelsen af den stærkt udsatte skanse nr. 2, og havde senere del i andre feltbygningsværker på Als og på Fyn. Vinteren 1864—65 studerede han atter ved Akademiet, fik januar 1865 tilladelse til afgang og bestod i 1867 den kunstneriske del af afgangsprøven, men da han ikke havde taget den under Den polytekniske Læreanstalt henlagte videnskabelige del af prøven, fik han ikke afgangsbevis.
I 1868 udstillede Stuckenberg et udkast til Frederikskirkens Omdannelse til et Monument for Frederik VII og hans Tid (Grundlovsmonument) og samtidig en model af monumentet i Rosenborg Brøndsal. Dette forslag, der gik ud på at placere H.W. Bissens rytterstatue af kongen på Marmorkirkens ruin vakte en del opsigt under finanslovsdebatten 1869-70. I 1869 var han konduktør hos V.Th. Walther ved restaureringen af Århus Domkirke.
Blandt hans selvstændige arbejder kan nævnes det i 1872 opførte, senere atter nedrevne "Kjøbenhavns Akvarium" på Vesterbrogade 33 på Vesterbro. I stuen fandtes et akvarium med seks fersk- og saltvandsbassiner omgivet af en arkade. Huset bar præg af tidens begejstring for italiensk renæssance. Efter to år ombyggedes huset af Christian L. Thuren til restaurant Elysium, og i 1877 blev hele anlægget revet ned.
En af hans ejendommeligste bygninger er den for etatsråd, departementschef P.T.J. Benzon-Buchwald i 1874 opførte villa på hjørnet af Platanvej og Vesterbrogade med sin store uden om beboelsen anlagte vinterhave (nedrevet 1938). I 1882 opførte han den tekniske skole på Nørrevold i Nakskov (udvidet 1913) og i 1885 foretog han en længere udenlandsrejse i Europa.
Stuckenberg var i en lang årrække tegnelærer, først ved Det tekniske Institut til 1876, ved kommuneskolerne til 1896, og fra 1873 ved de Massmannske Søndagsskoler.
Han er begravet på Assistens Kirkegård.